# Зеннинг (община Зирндорф)
Зеннинг (нем. Senning) — посёлок в Австрии, в федеральной земле Нижняя Австрия.
Входит в состав округа Корнойбург. Население 320 чел. Официальный код — 31226.